# Azizbek Haydarov
Azizbek Haydarov (8 de julho de 1985) é um futebolista profissional usbeque que atua como meia.

## Carreira
Azizbek Haydarov representou a Seleção Usbeque de Futebol na Copa da Ásia de 2015.